# Seguia el-Hamra (cours d'eau)
Ne pas confondre avec Seguia el-Hamra (région).
La Seguia el-Hamra (en arabe : الساقية الحمراء, as-Saqiya al-hamra, « le canal rouge ») est un oued situé au Sahara occidental sous contrôle du Maroc.  
Le fleuve donne son nom à la région historique de Seguia el-Hamra et aux régions administratives espagnoles et marocaines qui se sont succédé dans cette région. 

## Géographie
La zone géographique située au nord-est du Sahara occidental comprend principalement un désert rocheux plat et à faible végétation (Hamada), entrecoupé de plaines sablonneuses et de collines rocheuses atteignant plus de 700 mètres d'altitude à l'est près de la frontière algérienne. Les plaines atteignent une altitude maximale de 400 mètres. La région s'étend des contreforts sud de l’Atlas, au Maroc, aux montagnes de Zemmour, avec ses formations rocheuses escarpées d’origine volcanique au sud. Entre les deux chaînes montagneuses se trouve une vaste étendue d’eaux souterraines proches de la surface où, à la fin de la courte saison des pluies, l’eau s’accumule à l’automne dans de nombreuses petites rivières. Les précipitations tombent généralement sous la forme d'orages violents et brefs. L'Acacia tortilis subsp. raddiana (appelé localement talkha en hassanya) est l'arbre le plus commun dans les plaines rocheuses brunes en dehors des oasis et sert à la production de la gomme arabique depuis des siècles, tout comme l'acacia du Sénégal (Senegalia senegal) qu'on retrouve à certains endroits. 
La Seguia el-Hamra est le seul fleuve important du nord du Sahara occidental où se jettent plusieurs ruisseaux moins importants. La partie sud du territoire tire son nom du pendant de la Seguia el-Hamra appelé Oued Edhahab ou Rio de Oro. Le cours d'eau de la Seguia el-Hamra draîne une superficie d’environ 65 000 km2 sur une distance de 350 km de la naissance du fleuve à Farsia, à l’est, jusqu’à son embouchure, à Foum el-Oued (« Bouche de l'oued ») sur l'océan Atlantique. L'oued doit son nom à la couleur brune rougeâtre de l'eau.   

Le long du fleuve, il est possible de faire pousser des céréales dans certaines oasis. C'est le cas de l'oasis d'Es-Semara, qui était un lieu de stockage au carrefour des routes caravanières en raison de son bon approvisionnement en eau douce et de ses espaces de pâturage pour les chameaux. Au bord de l'oued, les dattiers et les palmiers doum (Hyphaene thebaica) s'épanouissent, leurs fruits pouvant servir de substitut au pain. 

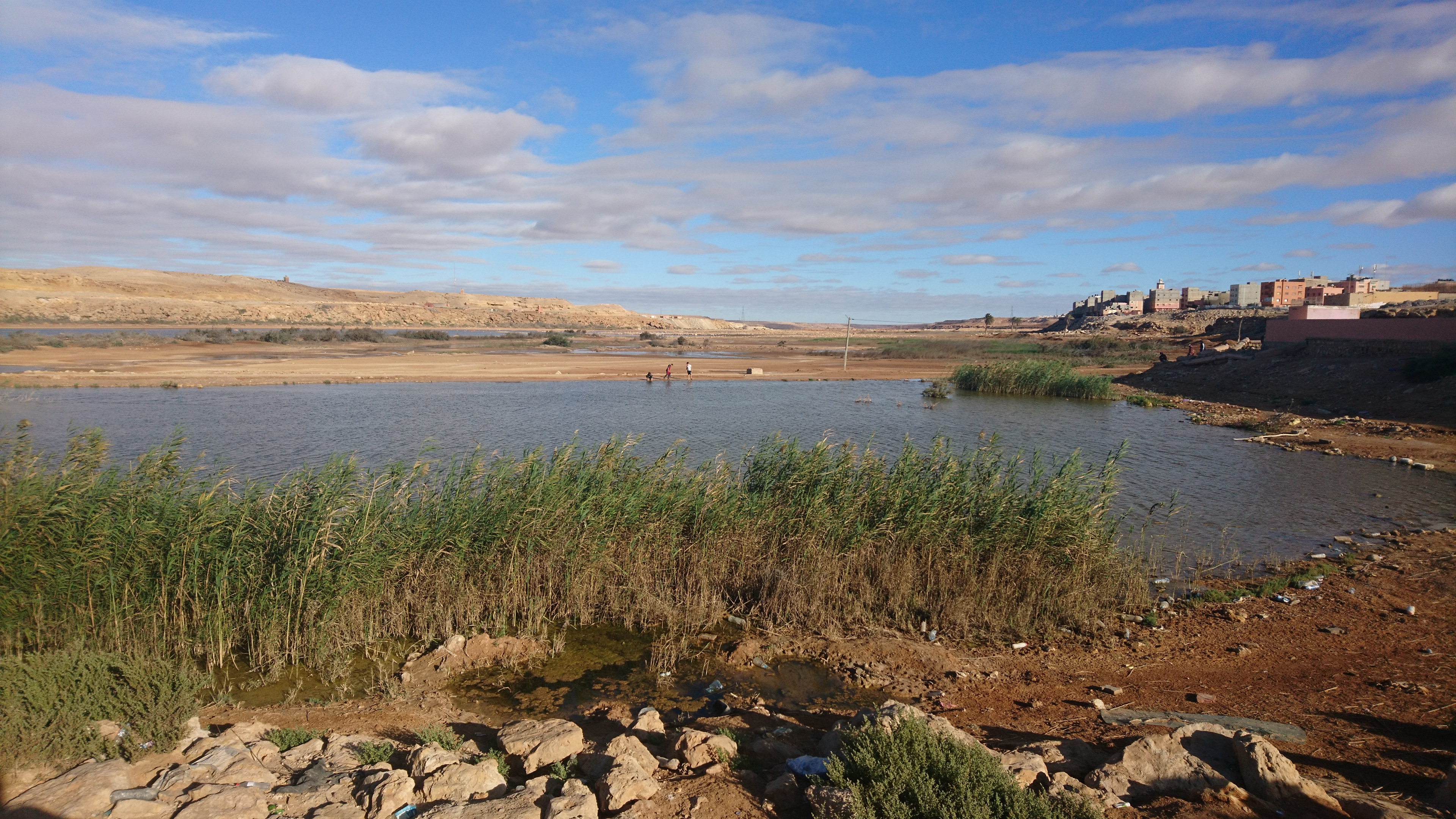
À proximité de Laâyoune

À une vingtaine de kilomètres de l'Atlantique, l'oued passe au nord du centre-ville de Laâyoune où il existe une digue qui retient l'eau sur plusieurs kilomètres. Le cours de la Seguia el-Hamra est ensuite bloqué à l'ouest de cette ville par des dunes transversales avant son embouchure. Ainsi il existe à ce niveau plusieurs lacs peu profonds, souvent contigus, qui accueillent des roselières pendant la saison des pluies. Au milieu des dunes de sable, ces lacs constituent l'un des rares lieux d'habitats pour les flamants roses et les tadornes. En plus de ces lagunes, les eaux de surface du Sahara occidental sont confinées dans certaines gueltas, bassins et salines, qui sont temporairement remplis d'eau de pluie. Ces eaux s'évaporent dans une large mesure ou s'infiltrent dans le sol.